# Каппель-ам-Краппфельд
Каппель-ам-Краппфельд (нем. Kappel am Krappfeld) — коммуна (нем. Gemeinde) в Австрии, в федеральной земле Каринтия. 
Входит в состав округа Санкт-Файт.  Население составляет 2023 человека (на 31 декабря 2005 года). Занимает площадь 49,7 км². Официальный код  —  2 05 12.

## Политическая ситуация
Бургомистр коммуны — Карл Штайнбергер (СДПА) по результатам выборов 2003 года.
Совет представителей коммуны (нем. Gemeinderat) состоит из 19 мест.
- СДПА занимает 10 мест.
- АНП занимает 5 мест.
- АПС занимает 3 места.
- parteilos: 1 место.